# Tour de Drenthe 2019
La 57e édition du Tour de Drenthe a lieu le 17 mars 2019. Elle fait partie du calendrier UCI Europe Tour 2019 en catégorie 1.HC. Pim Ligthart s'impose devant son compatriote et compagnon d'échappée Robbert de Greef.

## Présentation

### Équipes
| WorldTeams (2)- CCC Team - Trek-Segafredo Équipes continentales professionnelles (14)- Androni Giocattoli-Sidermec - Burgos-BH - Cofidis, Solutions Crédits - Corendon-Circus - Direct Énergie - Hagens Berman Axeon - Israel Cycling Academy - Nippo Vini Fantini Faizanè - Riwal Readynez - Roompot-Charles - Sport Vlaanderen-Baloise - Vital Concept-B&B Hotels - Wallonie Bruxelles - Wanty-Groupe Gobert Équipes continentales (6)- Alecto - BEAT Cycling Club - Metec-TKH Continental Cyclingteam p/b Mantel - Monkey Town-à Bloc CT - SEG Racing Academy - Vlasman CT |
| |

## Classements

### Classement final
| \| Classement général \| Classement général \| Classement général \| Classement général \| Classement général \| \| Coureur \| Coureur \| Pays \| Équipe \| Temps \| \| ------------------ \| ------------------ \| ------------------ \| -------------------------- \| ------------------ \| \| 1er \| Pim Ligthart \| Pays-Bas \| Direct Énergie \| 5 h 15 min 49 s \| \| 2e \| Robbert de Greef \| Pays-Bas \| Alecto \| + 3 s \| \| 3e \| Nicola Bagioli \| Italie \| Nippo-Vini Fantini-Faizanè \| + 38 s \| \| 4e \| Emīls Liepiņš \| Lettonie \| Wallonie Bruxelles \| + 39 s \| \| 5e \| Hugo Hofstetter \| France \| Cofidis, Solutions Crédits \| + 41 s \| \| 6e \| Aksel Nõmmela \| Estonie \| Wallonie Bruxelles \| + 41 s \| \| 7e \| Edward Planckaert \| Belgique \| Sport Vlaanderen-Baloise \| + 41 s \| \| 8e \| Paweł Bernas \| Pologne \| CCC Team \| + 41 s \| \| 9e \| Marco Canola \| Italie \| Nippo-Vini Fantini-Faizanè \| + 41 s \| \| 10e \| Michael Gogl \| Autriche \| Trek-Segafredo \| + 41 s \| |                   |          |                            |                 |
| |                   |          |                            |                 |
| Source : ProCyclingStats |                   |          |                            |                 |
| Classement général |                   |          |                            |                 |
| Coureur | Coureur           | Pays     | Équipe                     | Temps           |
| 1er | Pim Ligthart      | Pays-Bas | Direct Énergie             | 5 h 15 min 49 s |
| 2e | Robbert de Greef  | Pays-Bas | Alecto                     | + 3 s           |
| 3e | Nicola Bagioli    | Italie   | Nippo-Vini Fantini-Faizanè | + 38 s          |
| 4e | Emīls Liepiņš     | Lettonie | Wallonie Bruxelles         | + 39 s          |
| 5e | Hugo Hofstetter   | France   | Cofidis, Solutions Crédits | + 41 s          |
| 6e | Aksel Nõmmela     | Estonie  | Wallonie Bruxelles         | + 41 s          |
| 7e | Edward Planckaert | Belgique | Sport Vlaanderen-Baloise   | + 41 s          |
| 8e | Paweł Bernas      | Pologne  | CCC Team                   | + 41 s          |
| 9e | Marco Canola      | Italie   | Nippo-Vini Fantini-Faizanè | + 41 s          |
| 10e | Michael Gogl      | Autriche | Trek-Segafredo             | + 41 s          |

### UCI Europe Tour
La course attribue aux coureurs le même nombre de points pour l'UCI Europe Tour 2019 et le Classement mondial UCI.
| Position           | 1er | 2e  | 3e  | 4e  | 5e | 6e | 7e | 8e | 9e | 10e | 11e | 12e | 13e | 14e | 15e | 16e à 30e | 31e à 40e |
| Classement général | 200 | 150 | 125 | 100 | 85 | 70 | 60 | 50 | 40 | 35  | 30  | 25  | 20  | 15  | 10  | 5         | 3         |